# P53 (eiwit)
Het cellulair tumorantigeen p53, of kortweg p53, is een eiwit dat in alle gewervelde dieren een essentiële rol speelt in het tegengaan van kanker. Het eiwit wordt bij de mens gecodeerd door het gen TP53, een tumorsuppressorgen. P53 staat bekend als "de beschermer van het genoom": het activeert DNA-reparerende eiwitten wanneer veel mutaties optreden, het kan celdeling remmen bij DNA-schade, en het kan apoptose activeren wanneer deze schade onherstelbaar is. Deze functies maken p53 van onmisbaar belang voor de stabiliteit van het genetisch materiaal.
De naam 'p53' werd in 1979 voor het eerst gebruikt als aanduiding voor het molecuulgewicht van een nog onbekend eiwit. Op een SDS-PAGE – een onderzoekstechniek waarmee men eiwitten kan scheiden – scheen dit eiwit een massa te hebben van 53 kilodalton (kDa). Later bleek dat de werkelijke massa van het volledige p53-eiwit slechts 43,7 kDa is. In de mens codeert het gen TP53 voor minstens vijftien isovormen van p53. Elk van deze isovormen zorgt voor sturing van de celcyclus, reparatie van beschadigd DNA en het op gang brengen van apoptose (celdood) wanneer te veel schade in het genoom is ontstaan. 
Medisch gezien is p53 voor mens en dier van grote betekenis. Wanneer het gen TP53 in genetisch beschadigde cellen uitvalt, vergroot dit de kans op kanker in zeer significante mate; de gemuteerde cellen ontsnappen aan apoptose en kunnen zich verder ontwikkelen tot kankercellen. Meer dan 50% van menselijke tumoren dragen een mutatie in het p53-gen. Bij geen enkel ander tumorreppressorgen is dit percentage zo hoog.

## Gen
In menselijke cellen ligt het gen dat voor p53 codeert, TP53 genaamd, op de korte arm van chromosoom 17 (locus 17p13.1). Het gen bestaat uit ongeveer 20.000 nucleotiden (nt), beginnend met een niet-coderend exon en een zeer lang eerste intron van 10.000 nt. Het coderende gedeelte bevat vijf regio's die sterk geconserveerd zijn onder gewervelde dieren, voornamelijk in exons 2, 5, 6, 7 en 8. De p53-genen van ongewervelde dieren komen in mindere mate overeen met die van zoogdieren. Door middel van genoomstudies zijn verschillende orthologen van TP53 ontdekt.
Het menselijke TP53 vertoont enkele kleine variaties (polymorfismen) onder bevolkingsgroepen. De bekendste polymorfisme is de substitutie van arginine voor proline op codonpositie 72. Er is veel onderzoek geweest naar een verband tussen deze mutatie en kankergevoeligheid, maar hiervoor zijn geen eenduidige bewijzen gevonden. Verschillende meta-analyses toonden aan dat er geen significant verband bestaat tussen het 72-polymorfisme en risico's op bepaalde kankersoorten.

## Structuur

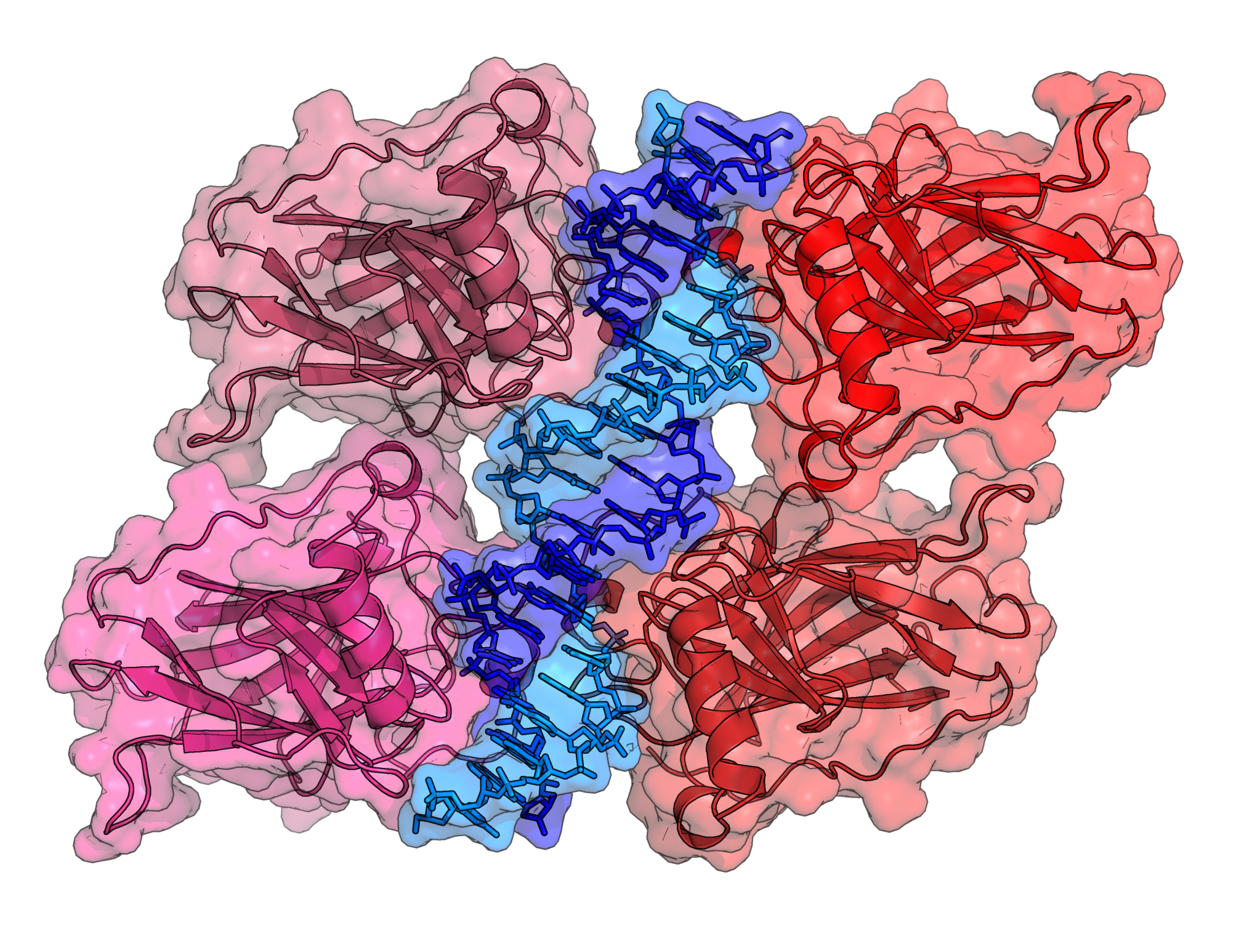
Kristalstructuur van de vier DNA-bindende domeinen in p53, gebonden aan het DNA (blauw). In fysiologische actieve toestand vormen de domeinen een homo-tetrameer.

De structuur van p53 is door zijn rol in kanker goed onderzocht en in groot detail beschreven. Aan de N-terminus bevindt zich een transcriptie-activatiedomein die interacties aangaat met transcriptiefactoren. Dit domein is betrokken bij expressie van apoptose-opwekkende genen. In het midden van de eiwitketen ligt een DNA-bindingsdomein, rijk in arginine, waarmee p53 kan vastbinden aan de DNA-helix. Richting de C-terminus ligt het kernlokaliseringssignaal, een sequentie die ervoor zorgt dat het eiwit naar de celkern wordt getransporteerd.
Aan de C-terminus van p53 komt ook een zogenaamd tetramerisatiedomein voor. Dit is een speciaal gebied waaraan andere p53-moleculen kunnen binden: in vivo vormen vier afzonderlijke p53-subunits een gezamenlijk complex, een homotetrameer genaamd. Pas na de tetramerisatie kan het p53 aan de DNA-helix binden en is het fysiologisch actief.
Het wild-type p53 kan onder natuurlijke omstandigheden sterke structuurveranderingen ondergaan: het eiwit heeft een grote conformationele flexibiliteit. De subunits bevatten ongestructureerde gebieden die op een synergetische manier samenwerken om de antitumorfunctie te vervullen.

## Functies

### Celcyclus en DNA-reparatie
Het eiwit p53 speelt een cruciale rol bij het verloop van de celcyclus, regulering van geprogrammeerde celdood (apoptose) en activatie van DNA-reparatie. Al deze mechanismen samen vormen de belangrijkste factoren die de zogenaamde genoomstabiliteit van een organisme bepalen. Ontregelde functie van het p53-eiwit is daarom betrokken bij een belangrijk aandeel van veel soorten menselijke kanker.
Het tumorsuppressieve effect van p53 berust voornamelijk op een fysiologisch controlemechanisme. Cellen krijgen na replicatie van hun DNA (in de G2-fase van de celcyclus) de gelegenheid om fouten en schade te herstellen. Wanneer de schade te groot is voor herstel, zal het p53-eiwit apoptose in gang zetten door middel van genregulatie van p21. Als er een mutatie (bijvoorbeeld een deletie) optreedt in het TP53-gen, dan stopt de controle van het genoom. Dit verhoogt de kans dat cellen met mutaties in oncogenen een blijvende aanwezigheid vertonen in het getroffen individu.
Naast apoptose speelt p53 ook een rol bij de reparatie van DNA-schade. Doordat het eiwit de celcyclus enige tijd stil kan leggen, krijgen DNA-reparatiemoleculen gedurende de G1-fase (vóór DNA-replicatie) de tijd om ontstane schade te herstellen. Daarnaast is p53 in staat om de vorming van reparatiemoleculen te bevorderen door het reguleren van genexpressie. Er is zelfs aangetoond dat p53 ook direct DNA-reparatie beïnvloedt door fysiek aan het reparatieproces deel te nemen, maar hier is nog weinig over bekend.

### Onderhoud van stamcellen
De cellulaire concentraties van p53 spelen een belangrijke rol in het onderhoud van stamcellen: niet-gespecialiseerde lichaamscellen waaruit zich na deling verschillende weefsels kunnen ontwikkelen. In menselijke embryonale stamcellen wordt een laag niveau van p53 gehandhaafd. Wanneer de concentratie p53 toeneemt, leidt dit tot snelle differentiatie van de stamcellen. De verhoogde niveaus van p53 activeren het eiwit p21, en deze eiwitten zijn in staat de celcyclus sterk te vertragen. Wanneer de G1-fase lang genoeg aanhoudt, zal de cel niet langer overgaan op de S-fase en differentieert de cel tot een specifiek celtype.

## Medisch belang

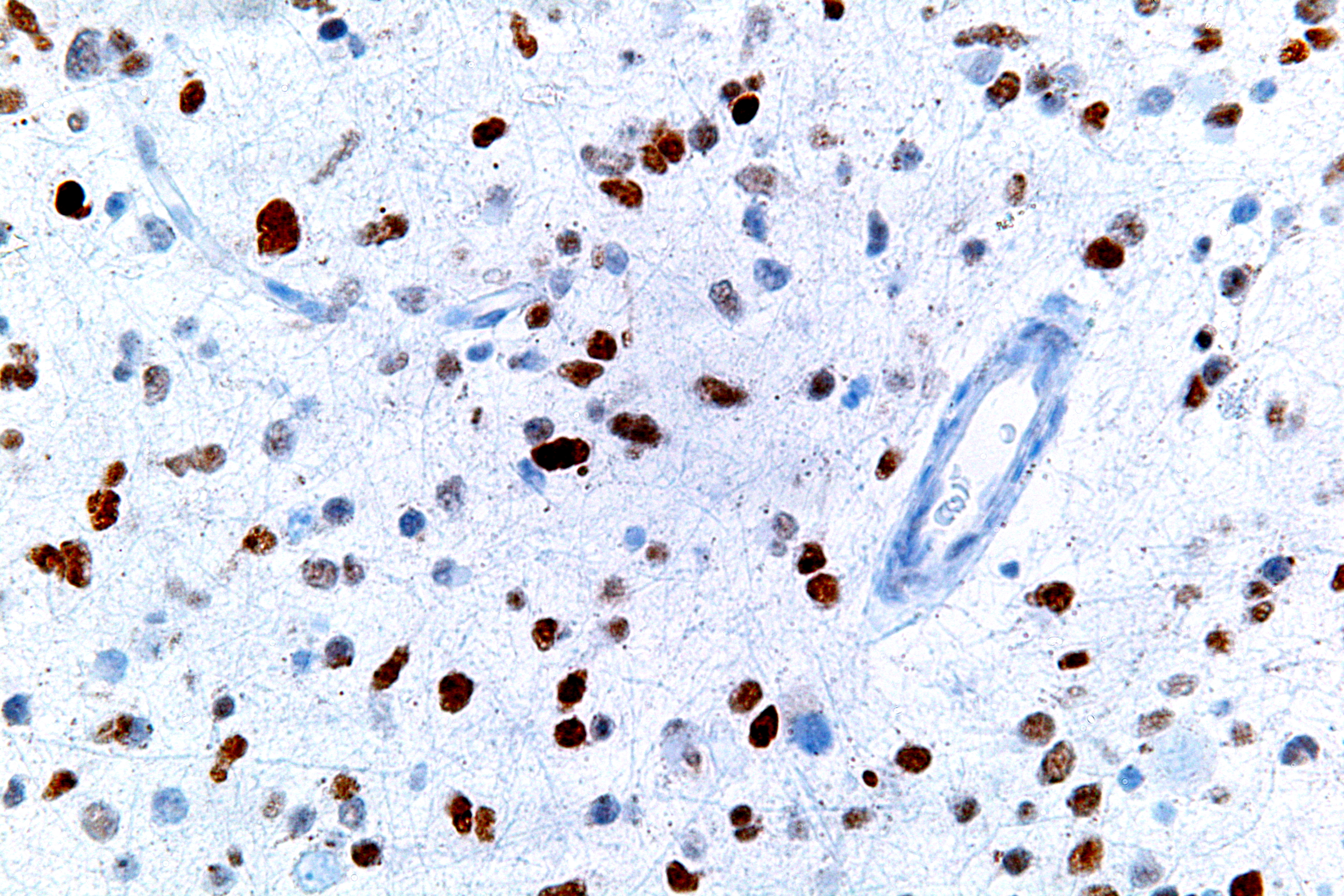
Een microscopische opname van cellen met abnormale p53-expressie (bruin) in een hersentumor. Immunokleuring van p53.

Hoewel de meeste vormen van kanker het gevolg zijn van schade aan DNA, is de prevalentie van kanker die uitsluitend toe te schrijven is aan erfelijke (aangeboren) invloeden relatief klein. In de zeldzame gevallen dat kanker zich ontwikkelt via Mendeliaans overerving, is er doorgaans een mutatie ontstaan in een specifiek tumorsuppressorgen. Deze genen zijn verantwoordelijk voor het remmen van celproliferatie (deling) door een strikte controle uit te oefenen op de celcyclus en apoptose. Van het tiental nu bekende tumorsuppressorgenen is p53 misschien wel het best bestudeerd.
Wanneer het TP53-gen muteert, zal de tumorsuppressie van het individu ernstig aangetast worden. Deleties van TP53 in menselijke geslachtscellen veroorzaken het syndroom van Li-Fraumeni, een zeldzame familiale vorm van borstkanker. Het TP53-gen kan ook gemuteerd raken onder invloed van chemicaliën, straling of virussen. Verlies van p53 veroorzaakt genomische instabiliteit wat meestal leidt tot een aneuploïde fenotype.
Er zijn enkele pathogenen ontdekt die de werking van p53 kunnen beïnvloeden. Het humaan papillomavirus, het virus dat wratten veroorzaakt, is een bekend voorbeeld hiervan. Dit virus codeert voor een eiwit, E6 genaamd, dat in de gastheercel aan p53 bindt en het daardoor inactiveert. Doordat de geïnfecteerde cellen aanhoudend delen, ontstaan kleine eeltvergroeiingen op de huid. Hoewel dit onschuldig is, kan het in zeldzame gevallen ook leiden tot een pre-invasief carcinoom in de baarmoederhals.

### Therapeutisch gebruik
Het p53-eiwit is een belangrijk onderzoeksthema binnen de oncologie, niet alleen voor het vaststellen van de werking, maar ook voor de potentiële therapeutisch toepassingen. Het in vitro introduceren van p53 in kankercellen leidt tot snelle dood van deze cellen en voorkomt dat er verdere deling plaatsvindt. In dat kader heeft men verschillende strategieën bedacht die het actieve p53 in de kankercel weer herstellen, maar tot dusver zijn er geen geneesmiddelen ontwikkeld die deze biologische respons induceren.
In lichaamscellen met een gemuteerd TP53-gen is het mogelijk om het functionele p53 weer op peil te brengen door middel van gentherapie. Men maakt daarbij gebruik van een gemanipuleerd adenovirus. Deze techniek heet endogene reactivatie en leek lange tijd een goede behandelmethode om de vorming en metastasering van tumoren tegen te gaan. Onderzoeken wezen uit dat het endogeen reactiveren van p53 een veelbelovende manier is om kankercellen te vernietigen, zonder dat andere cellen daarbij beschadigd raken.  In de praktijk wordt het echter weinig toegepast omdat het in muismodellen verouderingsverschijnselen lijkt te veroorzaken. In enkele landen wordt het ingezet bij de behandeling van keelkanker.

## Regulatie
Onder normale omstandigheden is er maar weinig p53 in lichaamscellen aanwezig. Hoewel het eiwit voortdurend wordt gesynthetiseerd, wordt het in de celkern snel afgebroken. Het eiwit p53 is dan ook niet essentieel voor een normale (embryonale) ontwikkeling. Muizen waarin men beide allelen van het gen geïnactiveerd heeft, ondergaan over het algemeen een normale ontwikkeling, maar sterven vroeg aan de gevolgen van kanker. Dit feit suggereert dat p53 een functie heeft die alleen in speciale omstandigheden vereist is.
De intracellulaire concentratie p53 neemt toe wanneer de cel in een pathologische toestand raakt: bijvoorbeeld wanneer het DNA beschadigt, telomeren (beschermende sequenties) ernstig verkort raken, een zuurstoftekort optreedt, osmotische waarden te hoog of te laag worden, of wanneer de cel in oxidatieve stress verkeert door de aanwezigheid van vrije radicalen. Ook bij het uit balans raken van andere regulatiemechanismen – zoals bij overexpressie van Myc tot oncogene niveaus – stijgt de concentratie p53.

## Onderzoek

### Ontdekking
P53 werd oorspronkelijk geïdentificeerd door de oncologen Lionel Crawford, David P. Lane, Arnold Levine, en Lloyd Old in 1979. Bij de ontdekking werd al vermoed dat het eiwit een rol speelde bij tumorvorming, maar over de exacte functies en werking was nog niets bekend. Het p53-gen van muizen werd voor het eerst gekloneerd door Peter Chumakov aan de Russische Academie van Wetenschappen in 1982. Het menselijke TP53 werd in zijn geheel gekloneerd rond 1985, zodat de volledige nucleotidevolgorde werd vastgesteld.
Aanvankelijk werd aangenomen dat TP53 een oncogen was. Tumorcellen waarin het gen was geïnactiveerd bleken namelijk sterk gemuteerd messenger RNA te bevatten. Dat het om een tumorsuppressorgen ging werd in 1989 onthuld door Bert Vogelstein aan de Johns Hopkins School of Medicine en door Arnold Levine aan Princeton University. Enkele jaren later werd aangetoond dat het gen van belang was bij het registreren van DNA-schade en het in gang zetten van beschermingsmechanismen. In 1993 werd p53 door het wetenschappelijke tijdschrift Science uitgeroepen tot molecuul van het jaar.